# Szebény
Szebény é um município da Hungria, situado no condado de Baranya. Tem 14,37 km² de área e sua população em 2019 foi estimada em 272 habitantes.